# Yuma Kawamori
Yuma Kawamori (川森 有真 Kawamori Yuma?, nacido el 1 de febrero de 1993 en Yokkaichi) es un futbolista japonés que se desempeña como delantero.

## Trayectoria

### Clubes
| Club                | País  | Año    |
| ------------------- | ----- | ------ |
| Kagoshima United FC | Japón | 2015 - |

## Estadística de carrera

### J. League
| Club                | Año   | J. League | J. League | Copa J. League | Copa J. League | Total | Total |
| Club                | Año   | Part.     | Goles     | Part.          | Goles          | Part. | Goles |
| ------------------- | ----- | --------- | --------- | -------------- | -------------- | ----- | ----- |
| Kagoshima United FC | 2016  | 12        | 1         | -              | -              | 12    | 1     |
| Kagoshima United FC | 2017  | 17        | 3         | -              | -              | 17    | 3     |
| Total               | Total | 29        | 4         | 0              | 0              | 29    | 4     |